# Isse
Isse és un municipi francès, situat al departament del Marne i a la regió del Gran Est. L'any 2007 tenia 119 habitants.

## Demografia

### Població
El 2007 la població de fet d'Isse era de 119 persones. Hi havia 39 famílies, de les quals 12 eren unipersonals (4 homes vivint sols i 8 dones vivint soles), 8 parelles sense fills, 15 parelles amb fills i 4 famílies monoparentals amb fills.
La població ha evolucionat segons el següent gràfic:
Habitants censats

### Habitatges
El 2007 hi havia 45 habitatges, 42 eren l'habitatge principal de la família i 3 estaven desocupats. 43 eren cases i 1 era un apartament. Dels 42 habitatges principals, 33 estaven ocupats pels seus propietaris, 4 estaven llogats i ocupats pels llogaters i 5 estaven cedits a títol gratuït; 6 tenien tres cambres, 4 en tenien quatre i 32 en tenien cinc o més. 37 habitatges disposaven pel capbaix d'una plaça de pàrquing. A 16 habitatges hi havia un automòbil i a 24 n'hi havia dos o més.

### Piràmide de població
La piràmide de població per edats i sexe el 2009 era:
| Homes | Edats   | Dones |
| ----- | ------- | ----- |
| 0     | 95 o +  | 0     |
| 0     | 90 a 94 | 0     |
| 0     | 85 a 89 | 0     |
| 0     | 80 a 84 | 0     |
| 0     | 75 a 79 | 0     |
| 0     | 70 a 74 | 0     |
| 0     | 65 a 69 | 0     |
| 12    | 60 a 64 | 4     |
| 0     | 55 a 59 | 8     |
| 4     | 50 a 54 | 0     |
| 0     | 45 a 49 | 0     |
| 4     | 40 a 44 | 8     |
| 8     | 35 a 39 | 0     |
| 0     | 30 a 34 | 4     |
| 0     | 25 a 29 | 0     |
| 4     | 20 a 24 | 0     |
| 0     | 15 a 19 | 4     |
| 0     | 10 a 14 | 0     |
| 4     | 5 a 9   | 4     |
| 8     | 0 a 4   | 4     |

## Economia
El 2007 la població en edat de treballar era de 72 persones, 60 eren actives i 12 eren inactives. De les 60 persones actives 58 estaven ocupades (29 homes i 29 dones) i 2 estaven aturades (1 home i 1 dona). De les 12 persones inactives 6 estaven jubilades, 4 estaven estudiant i 2 estaven classificades com a «altres inactius».
Activitats econòmiques
Dels 3 establiments que hi havia el 2007, 1 era d'una empresa de construcció, 1 d'una empresa de comerç i reparació d'automòbils i 1 d'una empresa de serveis.
L'únic servei als particulars que hi havia el 2009 era un guixaire pintor.
L'any 2000 a Isse hi havia 11 explotacions agrícoles.

## Poblacions més properes
El següent diagrama mostra les poblacions més properes.